# Hans Achelis
Hans Achelis (ur. 16 marca 1855 w Hastedt, zm. 25 lutego 1937 w Lipsku) – niemiecki profesor historii starożytnej i teolog protestancki.

## Życiorys
Swoje studia dotyczące historii początków chrześcijaństwa prowadził pod kierunkiem teologa Adolfa Harnacka. W 1893 Achelis habilitował się na Uniwersytecie w Getyndze. W 1901 został profesorem historii starożytnej w Królewcu, w 1907 w Getyndze, w 1916 w Bonn, dwa lata później w Lipsku. Jego zainteresowania badawcze skupiały się nad sztuką wczesnochrześcijańską, dawnym wschodnim prawem kościelnym oraz martyrologią chrześcijańską. 

## Wybrane publikacje
- Christentum in den ersten drei Jahrhunderten, Lipsk 1912.
- Römische Katakombenbilder in Catania, Berlin 1932.
- Die Katakomben von Neapel, Lipsk 1936.